# Грек Іван Михайлович
Іва́н Миха́йлович Грек (нар. 27 листопада 1914, село Сербо-Слобідка, тепер Ємільчинського району Житомирської області — 21 червня 1977, селище Ємільчине Ємільчинського району Житомирської області) — український радянський діяч, голова колгоспу «Ленінським шляхом» Ємільчинського району Житомирської області, старший сержант Червоної армії, Герой Радянського Союзу (1945). Депутат Верховної Ради УРСР 2—4-го скликань.

## Життєпис
Закінчив у рідному селі середню школу, працював колгоспником артілі імені Сталіна села Сербо-Слобідка. У 1931 році закінчив курси механізаторів при Ємільчинській машинно-тракторній станції (МТС) Ємільчинського району Житомирської області, де й працював трактористом та бригадиром тракторної бригади.
У 1938—1939 роках служив у Робітничо-селянській Червоній армії. У липні 1941 року був знову призваний в армію. З листопада 1944 року — на фронтах німецько-радянської війни. Брав участь у боях на 1-му Українському фронті, був поранений. До січня 1945 року служив механіком-водієм самохідної артилерійської установки 1403-го самохідно-артилерійського полку 21-ї армії. Відзначився під час Вісло-Одерської операції.
Указом Президії Верховної Ради СРСР від 10 квітня 1945 року за мужність і героїзм, проявлені в боях за Одер старший сержант Іван Грек був удостоєний високого звання Героя Радянського Союзу з врученням ордена Леніна і медалі «Золота Зірка».
Член ВКП(б) з 1945 року.
Після закінчення війни був демобілізований і восени 1945 року повернувся в рідне село. Працював бригадиром тракторної бригади Ємільчинської машинно-тракторної станції (МТС) Ємільчинського району Житомирської області.
З кінця 1950-х років працював головою колгоспу «Ленінським шляхом» Ємільчинського району Житомирської області.
З 1967 року — на пенсії. Проживав у селищі Ємільчине Житомирської області, де й помер 21 червня 1977 року.
На його честь названі вулиця в селищі Ємільчине та школа в селі Сербо-Слобідці Ємільчинського району.

## Нагороди
- Герой Радянського Союзу (10.04.1945)
- орден Леніна (10.04.1945)
- орден Трудового Червоного Прапора (26.02.1958)
- орден Слави 3-го ступеня (28.02.1945)
- медалі